# Zamarada lemairei
Zamarada lemairei är en fjärilsart som beskrevs av Claude Herbulot 1979. Zamarada lemairei ingår i släktet Zamarada och familjen mätare. Inga underarter finns listade i Catalogue of Life.